# Hoplestigmataceae
Hoplestigmataceae er en lille familie med én slægt og to arter, som findes i Vestafrika. Det er løvfældende træer med et tyndt korklag. Bladene er skruestillede, fjernervede og helrandede. Blomstringen er endestillet med blomster, som har sammenvoksede bægerblade og 11-14 kronblade. Frugten er en samlefrugt med blivende bæger.